# Jean-François Pierre Peyron

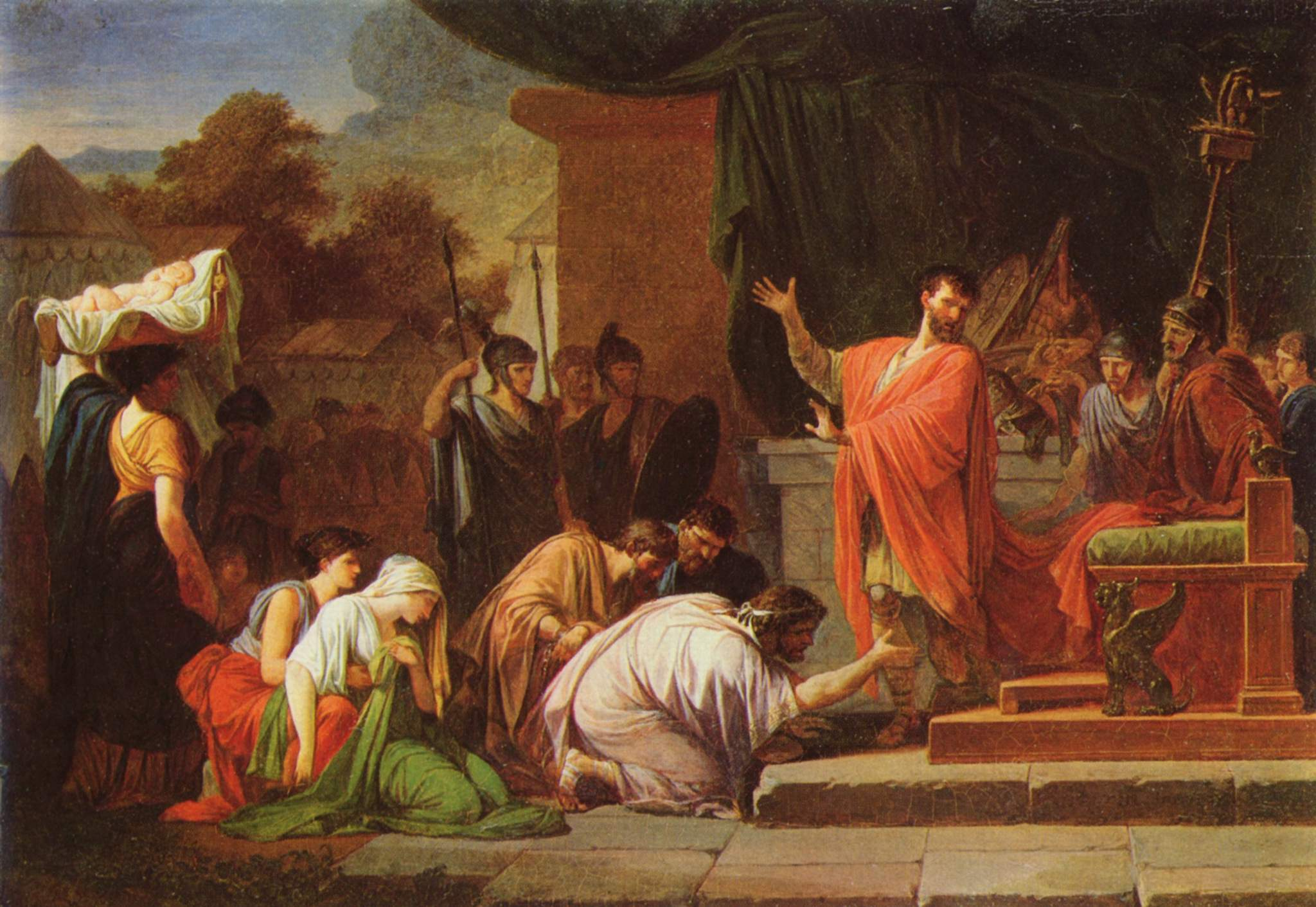
Belisaro, 1781.

Jean-François Pierre Peyron, conocido solamente por Pierre Peyron (Aix-en-Provence, 1744 - † París, 1814) fue un pintor y dibujante neoclásico francés.

## Biografía
Fue el hijo de un administrado de administrador provincial, y por el deseo de su familia estudió leyes hasta la muerte de su padre en 1765, cuando como protègè de Michel-François Dandré-Bardon se matriculó en la Escuela de Dessin de Aix-en-Provence. En 1767 se trasladó a París como pupilo de Louis Lagrenée y también se matriculó en la escuela de la Académie Royale de Peinture. 
Fue ganador del prestigioso premio de Roma en 1773, gracias a su pintura La muerte de Séneca, superando así a Jacques-Louis David quien fue también candidato. Esto es conocido a través de un grabado realizado por el mismo Peyron.
En 1774, trabajando con los diseños de Charles-Louis Clérisseau, decoró el salón del Hôtel Grimod de la Reyniere, ubicado en París. Esta decoración es uno de los primeros ejemplos del estilo neoclásico francés, pues en ésta el artista re-aplica los principios clásicos de la composición, aunque en esta época predominaba el estilo rococó. 
El premio de Roma le permitió a Peyron estudiar siete años en Roma, de 1775 a 1782, donde aprovechó los ejemplos de los artistas italianos y de su predecesor francés, Poussin. Peyron 
Peyron recibió patrocinio que incluía una comisión para el Rey Louis XVI por el cuadro La muerte de Alcestis (1785). 
A su retorno a París, Peyron encontró que la carrera de David había ascendido y eclipsado la suya, relegándola a un menor papel en la historia del arte, lo cual se hace evidente en la exhibición del Salón de París entre 1785 y 1787. David, sin embargo, pagó un homenaje a Peyron al momento de su funeral, diciendo: “Él había abierto mis ojos.”

## Lista parcial de sus obras

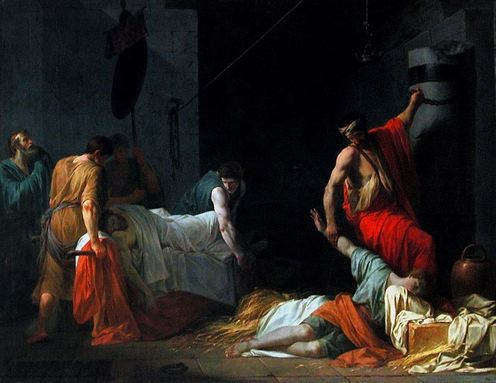
El funeral de Milicíades

- La muerte de Séneca (1773) - una pintura perdida con la que Payron ganó el premio de Roma.
- El paria Belisario recibiendo hospitalidad de un campesino (1779), Museo de los Agustinos, Toulouse.
- El funeral de Milicíades (1782), Museo del Louvre, París .
- La resurrección de Cristo (1784), Iglesia de Saint-Louis-en-l'Île, París.
- La muerte de Alcestis (1785), Museo del Louvre, París. Una versión más pequeña datada de 1794 se encuentra en el Museo de Arte de Carolina del Norte, en Raleigh.
- La muerte de Sócrates (1787), Museo Statens fur Kunst, Copenhague.
- El rey Perseo ante Lucio Emilio Paulo.